# Юнацький чемпіонат Європи з футболу (U-19) 2021
Чемпіонат Європи з футболу 2021 серед юнаків до 19 років — 19-й розіграш чемпіонату Європи з футболу серед юнаків до 19 років і 69-й, якщо враховувати всі юнацькі чемпіонати. Чемпіонат мав відбутися у Румунії з 30 червня по 13 липня 2021 року.
23 лютого 2021 року турнір скасовано через пандемію COVID-19.

## Кваліфікація
Відбірковий турнір до фінальної частини Чемпіонату Європи з футболу 2021 мав складатися з двох раундів: кваліфікаційного та елітного. На початку кваліфікацію планували провести восени 2020 року але через пандемію COVID-19 УЄФА перенесли кваліфікацію на березень 2021, а замість елітного раунду планували провести плей-оф у травні 2021.